# Одного разу у Версалі
«Одного разу у Версалі» («Bancs publics (Versailles Rive-Droite)») — французький комедійний кінофільм 2009 року, знятий режисером Бруно Подаліде.

## Сюжет
Картина присвячена життю та взаєминам звичайних французів. Жодних спецефектів, тільки поетичне спостереження за живими людьми в обмеженому просторі. Глядач неодмінно відчує себе одним із героїв фільму, що сидить на лавці у парку, що спостерігає за різними незнайомими людьми.

## У ролях
- Флоранс Мюллер — Люсі, секретарка
- Дені Подалідес — Ем Мермо
- П'єр Ардіті — Месьє Бореллі
- Іполит Жирардо — чоловік першого кадру
- Жозіан Баласко — Соланж Ренівей
- Тьєррі Лермітт — Лікар
- Мішель Вюйермо — чоловік другого кадру
- Дідьє Бурдон — капітан
- Шанталь Лобі — Паскаль
- К'яра Мастроянні — мати Маріанни
- Клод Ріш — гравець у короткі нарди
- Мішель Омон — гравець у короткі нарди
- Олів'є Гурме — Моріс Бежар
- Ніколь Гарсія — жінка з радіо
- Вінсент Ельба — продавець
- Катрін Денев — клієнтка у відділі шаф
- Елі Семун — залицяльник
- Матьє Амальрік — батько з коляскою
- Еммануель Дево — мати Артура
- Бернар Кампан — недовірливий сусід
- Жюлі Депардьє — дружина недовірливого сусіда
- Аміра Казар — клієнтка у відділі наконечників
- Самір Гесмі — Ромен
- Агат Натансон — сусідка
- Бенуа Пульворд — клієнт у відділі вішалок
- Бруно Соло — клієнт у відділі шурупів
- Майкл Лонсдейл — клієнт у відділі килимів
- Брюно Подалідес — Бретелль, господар магазину
- Рідан — співак у метро
- Ерік Елмосніно — соня
- Філіп Юшан — клієнт у відділі свердел
- Гілен Лонде — клієнтка у відділі шпалер

## Знімальна група
- Режисер: Бруно Подаліде
- Сценарий: Бруно Подаліде
- Оператор: Ів Капе
- Монтажер: Жан-Деніс Буре, Еммануель Кастро
- Композитор: Давід Лафоре, Езекіїль Пайес
- Художник: Марі Шеміналь